# Brzozówek (Wzgórza Trzebnickie)
Brzozówek – wzgórze, wzniesienie, położone w obrębie Wzgórz Trzebnickich, w mikroregionie Grzbietu Trzebnickiego. Znajduje się w gminie Prusice. Wzniesienie pokryte jest lasem. Jego wierzchołek położony jest na wysokości bezwzględnej wynoszącej 150,0 m n.p.m.

## Położenie i otoczenie
Brzozówek jest częścią Wzgórz Trzebnickich}, będących mezoregionem o identyfikatorze 318.44 (według regionalizacji fizycznogeograficznej opracowanej przez Jerzego Kondrackiego), należących do Wału Trzebnickiego (makroregion o indeksie 318.4). W ramach tych Wzgórz Trzebnickich wyróżnia się także mikroregion, obejmujący Brzozówek – Grzbiet Trzebnicki (mikroregion o indeksie 318.444). Wzgórze to leży w jego północno-zachodniej części Grzbietu Trzebnickiego. Pod względem regionalizacji przyrodniczo-leśnej wzgórze położone jest w mezoregionie Wzgórz Trzebnicko-Ostrzeszowskich.
Natomiast pod względem podziału administracyjnego wzniesienie jest położone na terenie gminy Prusice, w obrębie ewidencyjnym Gola. Gmina ta przynależy do powiatu Trzebnickiego w województwie dolnośląskim.
Na południe i wschód od Brzozówka rozciąga się Barani Masyw. W szczególności w jego obrębie na kierunku południowym wnosi się Wilkowska Góra, na kierunku południowo-wschodnim leżą Chwałowa Góra i Kopaszyńska Góra, a na kierunku wschodnim Stoczno. Wzniesienie leży pomiędzy następującymi miejscowościami: Gola (po stronie wschodniej), Wilkowa (po stronie południowo-zachodniej) i Budzicz (po stronie północnej).

## Charakterystyka
Najwyższy punkt Brzozówka osiąga wysokość bezwzględną wynoszącą 150,0 m n.p.m. Wzniesienie pokryte jest lasem, choć na zachodnim skłonie zagospodarowanie się zmienia na użytki rolne. Tutejsze lasy podlegają nadleśnictwu Oborniki Śląskie, leśnictwo Osola. W okolicach samego wierzchołka jest to las gospodarczy klasyfikowany jako las świeży. W drzewostanie lasu w tym rejonie znajdują się takie gatunki drzew jak dąb, grab pospolity, lipa drobnolistna, oraz miejscowo modrzew europejski, jesion wyniosły, a podszycie takie gatunki roślin jak lipa drobnolistna, głóg jednoszyjkowy, grab pospolity, leszczyna pospolita i bez czarny. W rejonie masywu tego wzniesienia przepływa struga o nazwie Bzianka oraz biorą swój początek niewielkie jego dopływy.

## Nazwa
Nazwa własna – Brzozówek – jest nazwą urzędową. Została ustalona i ujęta w państwowym rejestrze nazw geograficznych na podstawie Zarządzenia nr 70 z dnia 30 marca 1954 r. wydanego przez Prezesa Rady Ministrów (Monitor Polski z 1954 nr 38, poz. 516). Odnosi się ona do ukształtowania terenu należącego do rodzaju wzgórza, wzniesienia. W rejestrze tym przypisano jej identyfikator: PRNG – 206504, identyfikator IIP – PL.PZGiK.320.NGRP.206504. Podaje on następujące współrzędne geograficzne punktu głównego masywu: szerokość geograficzna – 51°21'15" N, długość geograficzna – 16°55'08" E. W rejestrze tym jest ważna od 2.08.2012 r.
W czasie przynależności tego obszaru do Niemiec wzniesienie nosiło nazwę Birken Berg.